# Tipula (Savtshenkia) subnodicornis
Tipula (Savtshenkia) subnodicornis is een tweevleugelige uit de familie langpootmuggen (Tipulidae). De soort komt voor in het Palearctisch gebied.